# Röthbachfall
A Röthbachfall egy 470 m magas vízesés Németországban, mellyel az ország messze legmagasabb vízesése. Nem messze a Königsseetől a Berchesgadeni nemzeti parkban található. Megközelíteni csak gyalogosan lehet, emiatt kevésbé ismert és látogatott a többi hasonló vízeséshez képest.